# Igreja Evangélica Pentecostal O Brasil Para Cristo
A Igreja Evangélica Pentecostal O Brasil para Cristo (OBPC) é uma denominação cristã evangélica pentecostal fundada em 1955.

## História
Iniciada por Manoel de Mello e Silva (1929-1990), um trabalhador da construção civil que veio a São Paulo da Mata Sul de Pernambuco, converteu-se ao movimento evangélico na Assembleia de Deus e algum tempo depois aderiu à Cruzada Nacional de Evangelização, hoje nomeada Igreja do Evangelho Quadrangular. Foi ordenado ministro pela International Church of the Foursquare Gospel (Igreja Internacional do Evangelho Quadrangular), igreja estadunidense que organizou os trabalhos missionários que fundaram a Igreja Quadrangular no Brasil.
Em 1955, Manoel teria tido uma visão de Jesus Cristo, a qual ele próprio narra: "Em 1.955 tive uma visão espiritual na qual o Senhor Jesus me apareceu e me deu ordens para começar, no Brasil, um movimento de reavivamento espiritual, evangelização e cura divina, e o Senhor Jesus mesmo deu-me o nome: 'O Brasil Para Cristo'. Obedeci a ordem. Aleluia! Sem dúvida alguma começava no Brasil o maior movimento de evangelização e reavivamento espiritual de toda a América Latina."
O seu programa A Voz do Brasil Para Cristo ficou no ar por duas décadas e ainda continua na Rádio Musical FM, 105,7 com o seu filho Pastor Paulo Lutero de Mello. Conduziu reuniões em praças públicas e estádios de futebol. A Igreja O Brasil Para Cristo cresceu na maior parte em áreas pobres e operárias da Zona Leste de São Paulo.

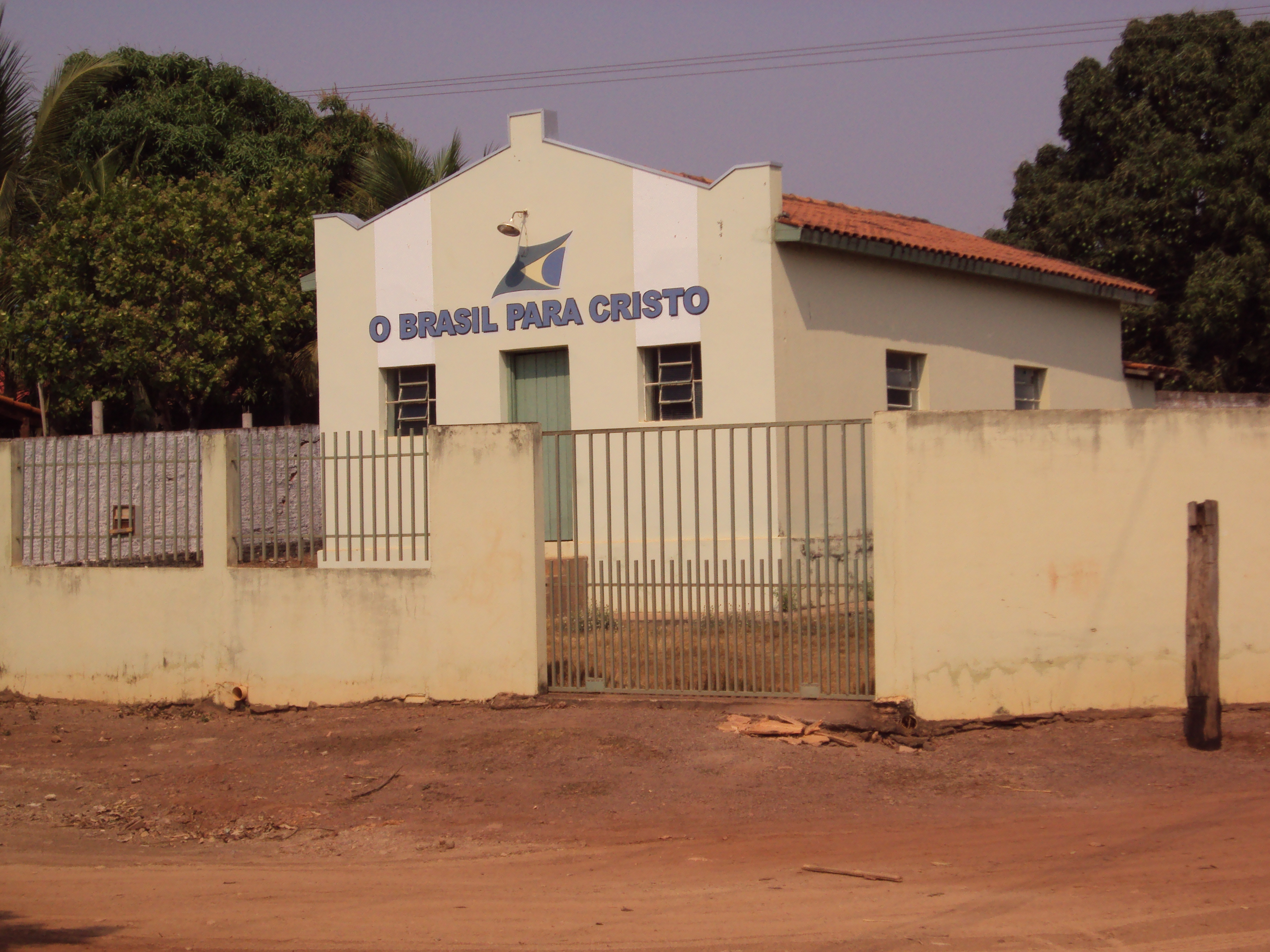
Templo da Igreja Evangélica Pentecostal O Brasil Para Cristo, no interior do estado de Mato Grosso.

A igreja O Brasil Para Cristo alcançou destaque entre as denominações pentecostais do Brasil mas é timidamente representada no exterior. O Ministério Casa da Bênção teve origem na igreja. Por um período de tempo, a igreja O Brasil Para Cristo foi membro do Conselho Mundial das Igrejas.
A denominação possui hoje, 2300 congregações com 180.000 membros no Brasil e presença no Paraguai, Bolívia, Peru, Chile, Uruguai, Argentina, Portugal e nos EUA.
A igreja O Brasil Para Cristo tem como sua sede o Grande Templo, no bairro da Pompeia,  Zona Oeste de São Paulo, na Rua Carlos Vicari 124. O Grande Templo começou a ser construído nos anos de 1960, com capacidade de aproximadamente 9000 pessoas.

## Dia Nacional da Igreja O Brasil Para Cristo
A presidente Dilma Rousseff, sancionou em 3 de maio de 2016 a Lei nº 13.279, que instituiu o Dia Nacional da Igreja O Brasil Para Cristo.

Lei nº 13.279, de 3 de maio de 2016.
Institui o dia 3 de março como o Dia Nacional da Igreja O Brasil Para Cristo.
A Presidente da República Faço saber que o Congresso Nacional decreta e eu sanciono a seguinte Lei:
Art. 1o   Fica o dia 3 de março de cada ano instituído como o Dia Nacional da Igreja O Brasil Para Cristo.
Art. 2º  Esta Lei entra em vigor na data de sua publicação.
— Brasília, 3 de maio de 2016; 195o da Independência e 128o da República.

## Departamentos
JUBRAC, sigla de Juventude Unida O Brasil Para Cristo é o Departamento de Jovens da Igreja.
UFEBRAC, sigla de União Feminina O Brasil Para Cristo é o Departamento das Mulheres da Igreja.
UMASBRAC, sigla de União Masculina O Brasil Para Cristo é o Departamento dos Homens da Igreja. Esse departamento foi oficializado em 25 de janeiro de 1997, na Igreja Evangélica Pentecostal O Brasil Para Cristo em São Miguel Paulista, pelo Pastor Orlando Silva, até então, Presidente da Convenção Nacional.
MENIBRAC, sigla de Meninada O Brasil Para Cristo é o Departamento das Crianças da Igreja.
ADOBRAC,sigla de Adolescentes O Brasil Para Cristo é o Departamento dos Adolescentes da Igreja.
Missão Desafio é o órgão de missões responsável pela implantação de igrejas no exterior.